# Tutkowski (ród)

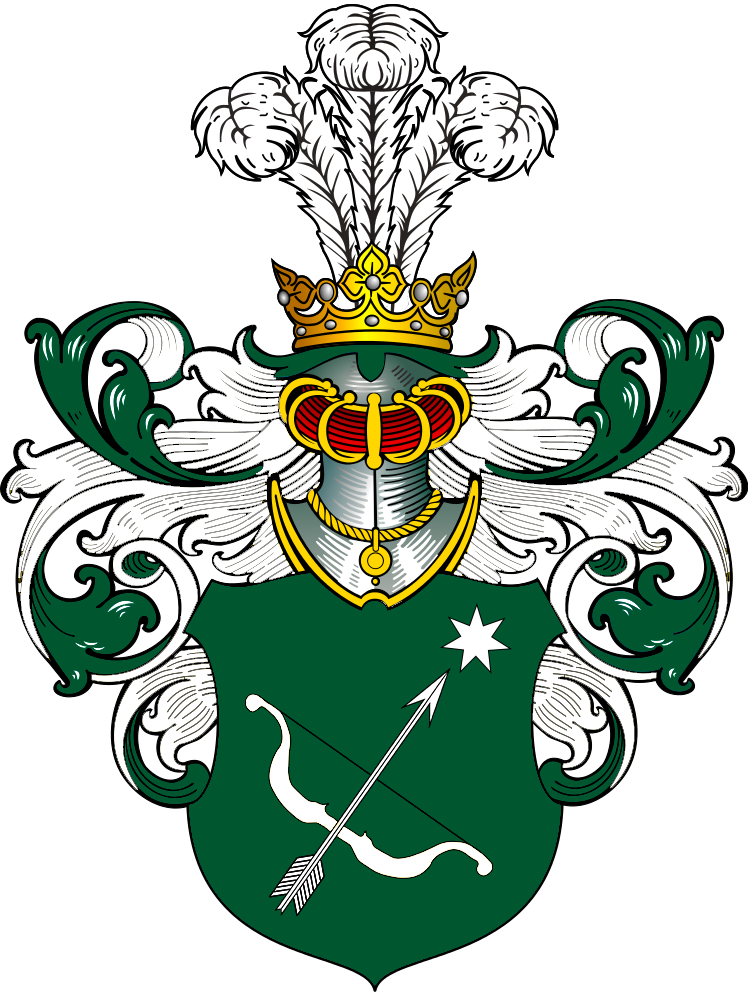
Herb własny rodziny Tutkowskich

Tutkowski – pomorski ród szlachecki wzmiankowany od 1736 roku, wywodzący się z ziemi kościerskiej. Tutkowscy przez wieki byli posiadaczami ziemskimi na terenie Kaszub, od Kościerzyny, poprzez Kartuzy i Żukowo, aż po tereny przymorskie, na dzisiejszym terenie miasta Gdynia.

## Zarys historii rodu
Tutkowscy byli najprawdopodobniej pochodzenia litewskiego. Teorię o litewskim pochodzeniu rodziny potwierdzają dokumenty parafialne z rejonu ziemi kościerskiej, wskazujące że pierwotnie nazwisko to brzmiało Tutkus. Nazwisko to wciąż popularne jest w obrębie litewskiej miejscowości Onikszty (lit. Anykščiai).
Protoplasta rodu, Michał Tutkowski (1696/97 - 1793) pojawia się w dokumentach w 1736 roku, biorąc ślub z Ewą Jach w Sulęczynie. Ród jest następnie wzmiankowany w Chmielnie, Przodkowie a następnie w Załężu. 

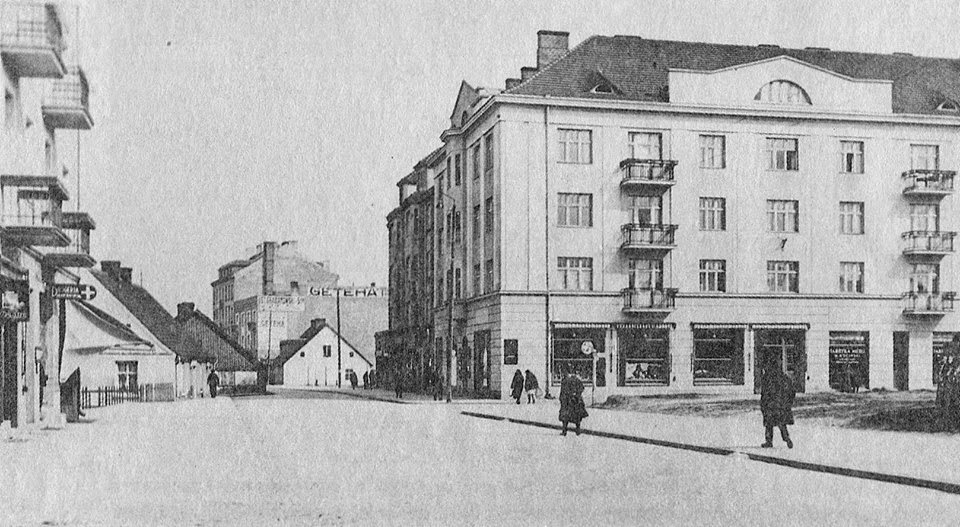
Jedna z pierwszych kamienic Tutkowskich przy ul. Starowiejskiej 11

Największym punktem zwrotnym w historii rodu było przekształcenie wsi Gdynia w jedno z głównych miast Polski, za sprawą budowy portu w tejże miejscowości w okresie dwudziestolecia międzywojennego. Lokalna gałąź rodu Tutkowskich, zapoczątkowana przez Piotra Tutkowskiego (1828 - 1898) zamieszkała w Gdyni, a jego syn, Józef (1871 - 1936) nabył w 1900 roku ok. 30 ha ziemi w centrum Gdyni. Rodzina również posiadała rozległe grunty na terenach dzisiejszego portu oraz na Kamiennej Górze. Jako że byli jedną z głównych rodzin zamieszanych w budowę portu i miasta, zalicza się ich do tzw. Czterech Klanów Gdyńskich, razem z rodami Skwierczów, Grubbów oraz Górskich. Wraz ze znacznym wzbogaceniem, gdyńska gałąź rodziny Tutkowskich przekształciła się z lokalnej pomorskiej szlachty w część polskiej elity, łącząc się poprzez małżeństwa z Kurrami, gdyńską rodziną sołecką, Wittstockami, posiadaczami majątku Wittstock (dziś dzielnica Wysoka) na terenie Wolnego Miasta Gdańska; Brygmanami, posiadaczami majątków na Żuławach; oraz Przesławskimi, znanym rodem z Wielkopolski.
Po drugiej wojnie światowej Tutkowscy, podobnie jak inne klany gdyńskie, utracili większość swojego majątku w Gdyni. Odebrane im zostały niemal wszystkie niezabudowane dotychczas parcele. Po zakończeniu okresu komunizmu, kolejnym ciosem w godność rodu było wyburzenie rodzinnej willi na Kamiennej Górze na rogu dzisiejszych ulic Krasickiego i Legionów, zanim rodzina była w stanie ją odzyskać. Dopiero w drugiej dekadzie XXI wieku rodzina zaczęła odzyskiwać swoje grunty masowo wywłaszczone, często bez żadnej kompensacji, w latach 60..

## Herb
Herb własny Tutkowskich jest według Chrząńskiego odmianą dość popularnego w Polsce herbu Łuk. Teorię tę potwierdza nie tylko obecność tytułowego łuku w herbie, ale również trzech piór strusich w klejnocie. W często chaotycznej heraldyce kaszubskiej herby miały funkcję złączenia danej rodziny z jej regionem, a nie jak to było w Polsce, złączenia z konkretnymi przodkami. Dlatego też wszechobecność w kaszubskich herbach gwiazd, księżyca i strzał, utożsamiających rodziny herbowne z ziemią kaszubską. Na skutek kontaktów ze szlachtą polską, dość powszechne było też przyjmowanie elementów z herbów polskich, takich jak Nałęcz, czy szczególnie spopularyzowany na Kaszubach Brochwicz. Herb własny Tutkowskich jest dość typowym herbem kaszubskim ze względu na obecność w nim gwiazdy oraz łuku, według Chrząńskiego najwyraźniej wziętego z polskiej tradycji heraldycznej.